# Emleben
Emleben – miejscowość i gmina w Niemczech, w kraju związkowym Turyngia, w powiecie Gotha. Do 30 grudnia 2019 wchodziła w skład wspólnoty administracyjnej Apfelstädtaue. Od 31 grudnia 2019 niektóre zadania administracyjne gminy realizowane są przez gminę Georgenthal, która pełni rolę "gminy realizującej" (niem. "erfüllende Gemeinde").